# Saint-Remy-en-l’Eau
Saint-Remy-en-l’Eau – miejscowość i gmina we Francji, w regionie Hauts-de-France, w departamencie Oise.
Według danych na rok 1990 gminę zamieszkiwały 393 osoby, a gęstość zaludnienia wynosiła 39 osób/km² (wśród 2293 gmin Pikardii Saint-Remy-en-l’Eau plasuje się na 614. miejscu pod względem liczby ludności, natomiast pod względem powierzchni na miejscu 448.).